# ゆらめきラグーン
『ゆらめきラグーン』は、花宮みぃによる日本の4コマ漫画。『まんがタイムきらら』（芳文社）にて、2021年5月号から7月号までゲスト掲載された後、同年8月号から2023年5月号にかけて連載された。

## 登場人物
白浜 ゆら（しらはま ゆら）
人付き合いが苦手な高校生の女の子。科学が大好き。
エリー
ゆらが子供のころに描いた絵本から飛び出してきた人魚。お湯に浸かると足はヒレに戻る。

## 書誌情報
- 花宮みぃ「ゆらめきラグーン」芳文社〈まんがタイムKRコミックス〉、全2巻[5]
  1. 2022年6月27日発売[6]、ISBN 978-4-8322-7375-7
  2. 2023年5月26日発売、ISBN 978-4-8322-7462-4